# Sessualità lesbica
Con l'espressione sessualità lesbica si intende riferirsi sia alle pratiche sessuali lesbiche sia, in senso più generale, al percorso consapevole di conoscenza attraverso il quale la relazione di una donna con altre donne può essere anche di tipo sessuale.

## Caratteristiche

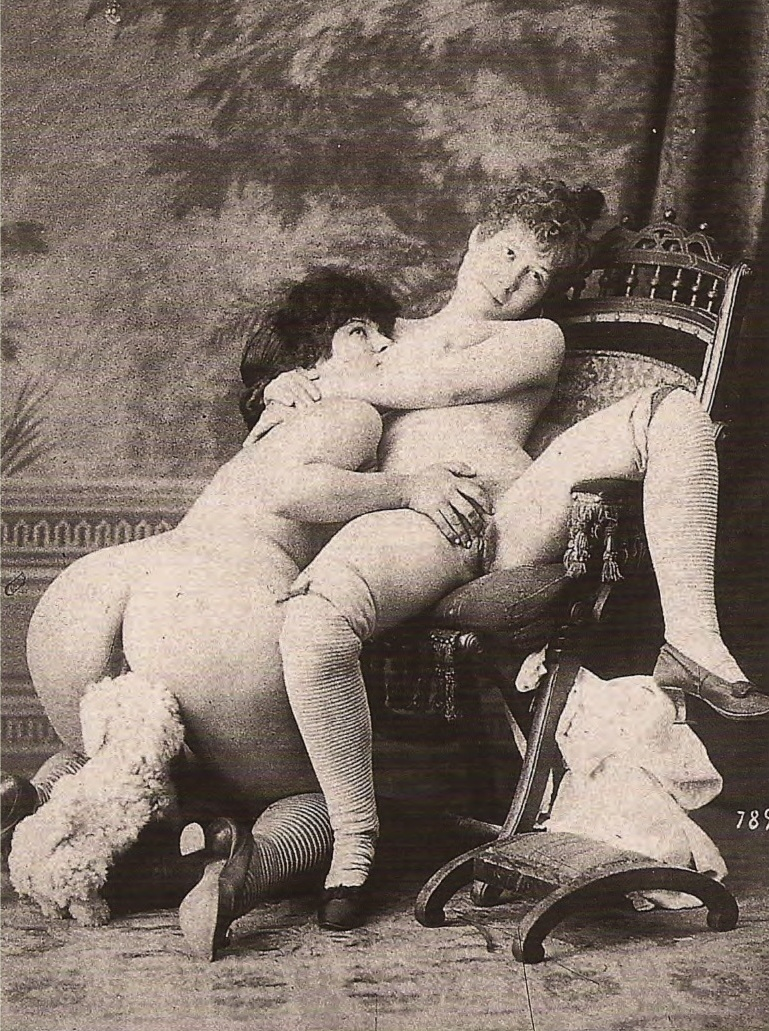
Coppia lesbica

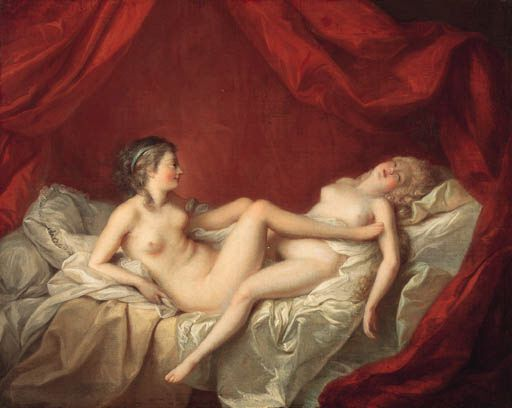
Les Deux Amies di Jean-Jacques Lagrenée (XVIII sec.), esempio di tribadismo nell'arte

La sessualità femminile, di solito confinata alla funzione riproduttiva, secondo il pensiero femminista ha risentito e risente di condizionamenti negativi subiti secolarmente.
Il movimento femminista ha avviato un processo di ricerca sul corpo e di riscoperta del corpo femminile non ossessivamente incentrato al raggiungimento dell'orgasmo attraverso il coito. 
Il femminismo tuttavia, liquidando sbrigativamente alcune pratiche come la penetrazione e l'uso di oggetti sessuali come maschili tout court, ha in certo modo ostacolato l'elaborazione di un immaginario erotico lesbico più libero.
Solo a partire dagli anni 1980, anche attraverso la produzione letteraria e cinematografica, il desiderio lesbico ha iniziato a sperimentare nuove forme di espressione, partendo dalla consapevolezza dell'impossibilità di prescindere dalle forme di sessualità socialmente imposte; proprio da qui parte il processo di riappropriazione e di risignificazione di pratiche e modalità che in contesti diversi assumono valenze e connotazioni inedite. 
Fondamentali a questo proposito gli studi di Judith Butler, le cui ricerche costituiscono uno dei contributi più significativi della queer theory, che in Corpi che contano elabora il concetto di "fallo lesbico", scardinando le teorie lacaniane secondo cui il desiderio maschile e femminile si identificano rispettivamente nelle formule di "avere il fallo" o "essere il fallo". 
Le sue pubblicazioni hanno indotto i membri dell'Associazione Psicoanalitica Americana, e l'Associazione Psicologica Americana, a rivedere alcune delle loro posizioni sull'omosessualità.
Lo studio della sessualità lesbica si occupa, tra l'altro, di questi specifici:
- incontro di due (o più) corpi femminili che si attraggono fisicamente;
- pratiche sessuali fra donne (tra cui cunnilingus, fingering e tribadismo);
- desiderio sessuale femminile rivolto verso altre donne;
- decadimento del desiderio sessuale all'interno della coppia lesbica (morte del letto lesbico).